# Cicloide

Generació d'una cicloide

Una cicloide és la corba definida per un punt d'una circumferència que gira sense lliscar sobre una línia recta (vegeu la il·lustració).
La cicloide fou estudiada per Nicolau de Cusa i després per Marin Mersenne. El 1634, Gilles de Roberval demostrà que l'àrea sota la cicloide és igual a tres vegades l'àrea del cercle generador i, el 1658, Christopher Wren demostrà que la seva longitud és igual a 4 vegades el diàmetre del cercle. La cicloide de cap per avall és precisament la braquistòcrona, la corba de descens més ràpid sota l'efecte de la gravetat, i la tautòcrona que compleix que el temps de descens sense fricció d'un objecte en aquesta corba és independent de la posició incial. A causa de les freqüents disputes entre els matemàtics del segle xvii, la cicloide es va anomenar "l'Helena dels geòmetres".
Les seves equacions paramètriques són: 
{\displaystyle \left\{{\begin{matrix}x(t)=r(t-\sin \ t)\\y(t)=r(1-\cos \ t)\end{matrix}}\right.}
en què r és el radi del cercle generador. Considerada com a funció y(x), es pot veure que és diferenciable a tot arreu excepte en els vèrtexs on toca l'eix x i satisfà la següent equació diferencial:
{\displaystyle \left({\frac {dy}{dx}}\right)^{2}={\frac {2r-y}{y}}}